# シルケン・ウインドハウンド
シルケン・ウインドハウンド（英: Silken Windhound）は、アメリカ合衆国のテキサス州原産の愛玩用サイトハウンド犬種である。
テキサス州のボルゾイのブリーダーであるフランシー・スタールは、1970年代後半から、美しく長いコートを持ち、運動能力に優れ、かつ狭い家で飼育できる犬種の作出を目指していた。彼女は1988年にマサチューセッツ州のウィンドスプライト犬舎のロングヘアード・ウィペットを入手し、これにボルゾイ等を交配し、約10年間かけてシルケン・ウィンドハウンドが作出された。この新しい犬種は、すぐに人気が出てヨーロッパにも輸出された。1999年には、インターナショナル・シルケン・ウィンドハウンド協会が設立された。2011年にはユナイテッド・ケネルクラブに公認された。

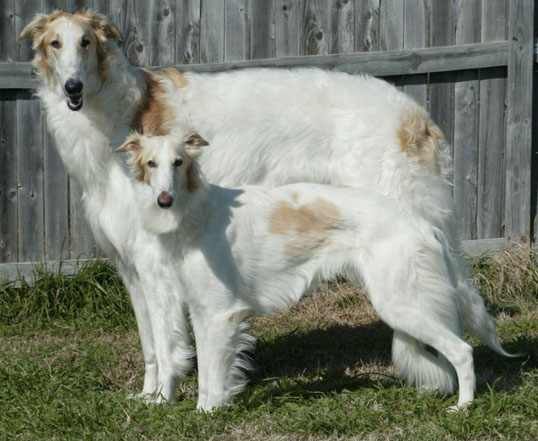
同毛色のボルゾイ（後ろ）とシルケン・ウインドハウンド（手前）

外見は小さなボルゾイであるが、ウィペットの流線型の背を受け継いでいる。美しく改良されたロングコートは3歳ごろに出揃う。毛色に制限は無い。コートは長く、絹のような手触りである。脚も長い。性格は人懐こく明るい。